# Гнесина-Витачек, Елизавета Фабиановна
Елизаве́та Фабиа́новна Гне́сина-Витачек (11/23.12.1876 – 29.04.1953) — скрипачка, педагог. Одна из сестёр Гнесиных.

## Биография

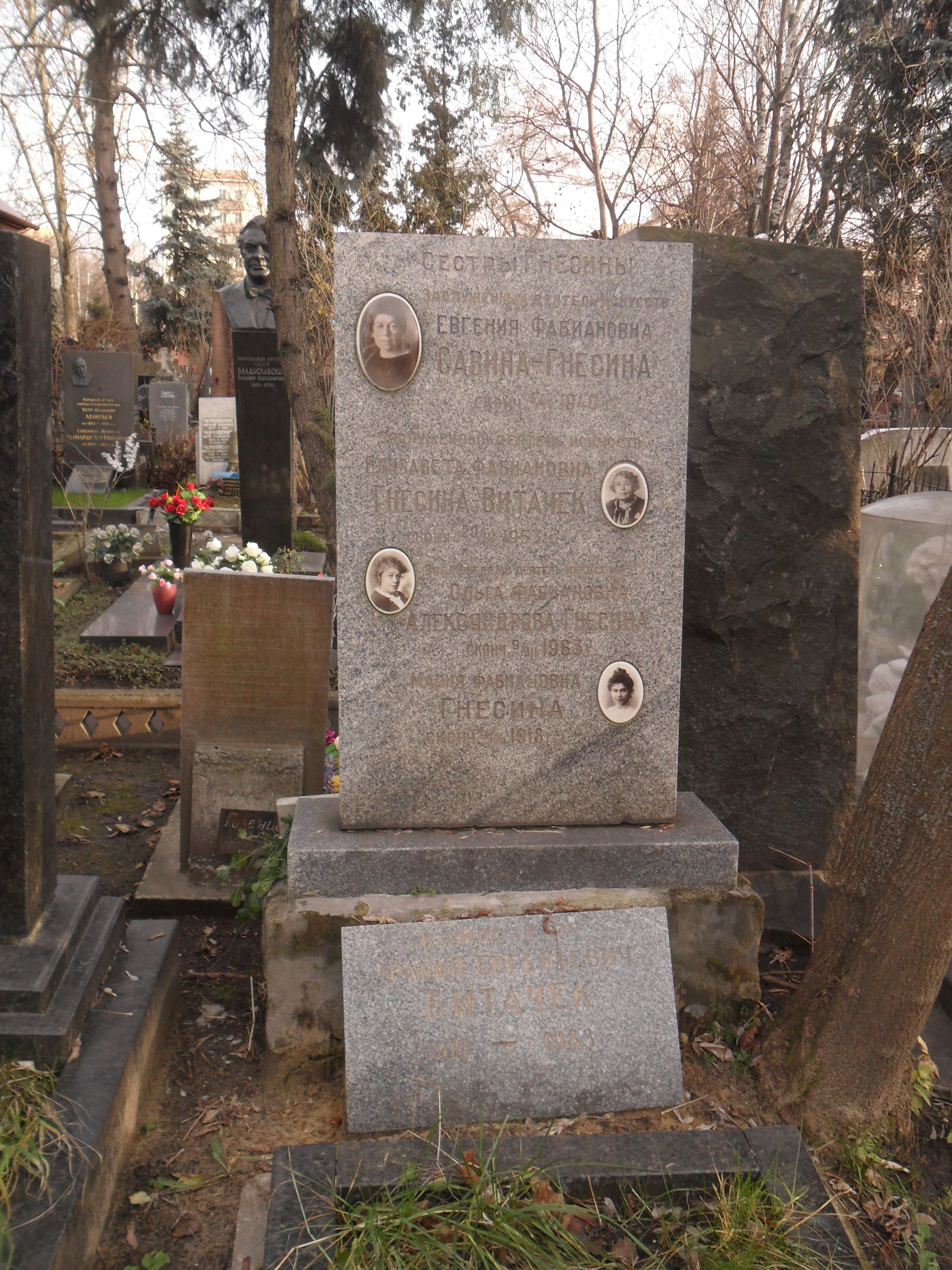
Могила Гнесиной на Новодевичьем кладбище Москвы.

Памятная доска в Ростове-на-Дону

Елизавета Фабиановна Гнесина родилась в 1876 году (в более поздних документах имеются различные даты рождения) в Ростове-на-Дону в семье городского казённого раввина Фабиана Осиповича (Файвиша Иоселевича) Гнесина (1837—1891), мать — Бейла Исаевна Флейтзингер-Гнесина (урождённая Шима-Бейла Шаевна Флейтзингер; 6 марта 1838, Вильно — 1911, Москва), певица, ученица С. Монюшко. Родители заключили брак 15 июля 1863 года в Вильно. В 1901 году окончила Московскую консерваторию по классу скрипки у И. В. Гржимали. В этом же году стала преподавать скрипку в созданном ее сестрами «Музыкальном училище Е. и М. Гнесиных".Елизавета Фабиановна вела также теорию и сольфеджио в Музыкальном училище и детской школе имени Гнесиных, впоследствии преподавала ансамблевую игру, руководила оркестром. Более 40 лет она заведовала струнным отделом училища, организуя всю его работу, создавая новые дисциплины. С основанием Института (ГМПИ) им. Гнесиных в 1944 г. была и.о.профессора кафедры струнных инструментов, вела классы скрипки, методики преподавания и педагогической практики (до 1952 г.). С 1946 г. преподавала также в Спецшколе-десятилетке (МССМШ) им. Гнесиных, в 1946-1949 была заведующей оркестровым отделом школы.  
Умерла 29 апреля 1953 года. Похоронена в Москве на Новодевичьем кладбище (участок № 2).

## Награды
- заслуженный артист РСФСР (1935)
- заслуженный деятель искусств РСФСР (14.02.1945)
- орден «Знак Почёта» (14.02.1945)
- медали

## Семья
Первый муж (с 1901, развелись не позже 1907) - Вивьен Александр Александрович, скрипач.
Сын от первого брака - Шурик Вивьен (1903-1911).
Второй муж (с 1909 по 1936) — Евгений Францевич Витачек (1880—1946) — скрипичный мастер.
Сын от второго брака - Фабий Евгеньевич Витачек (1910-1983), композитор.